# Балин (станція)
Ба́лин — проміжна залізнична станція Жмеринської дирекції Південно-Західної залізниці на неелектрифікованій  лінії Гречани — Ларга між станціями Дунаївці (21 км) та Нігин (10 км). Розташована у селі Балинівка Кам'янець-Подільського району Хмельницької області.

## Пасажирське сполучення
На станції зупиняються приміські поїзди сполученням Хмельницький — Кам'янець-Подільський та поїзд далекого сполучення № 139/140 Київ —  Кам'янець-Подільський.